# Thới Long
Thới Long là một phường thuộc thành phố Cần Thơ, Việt Nam.

## Địa lý
Phường Thới Long có vị trí địa lý:
- Phía đông giáp phường Tân Lộc
- Phía tây giáp xã Thới Hưng và xã Trường Thành
- Phía nam giáp phường Ô Môn
- Phía bắc giáp phường Thuận Hưng xã Trung Hưng.

Phường Thới Long có diện tích 54,10 km², dân số năm 2024 là 52.979 người, mật độ dân số đạt 979 người/km².

## Lịch sử
Ngày 20 tháng 9 năm 1975, Bộ Chính trị ban hành Nghị quyết số 245-NQ/TW về việc hợp nhất tỉnh Cần Thơ (ngoại trừ huyện Thốt Nốt), tỉnh Sóc Trăng, tỉnh Trà Vinh, tỉnh Vĩnh Long thành một tỉnh, tên gọi tỉnh mới cùng với nơi đặt tỉnh lỵ sẽ do địa phương đề nghị lên.
Ngày 20 tháng 12 năm 1975, Bộ Chính trị ban hành Nghị quyết số 19/NQ về việc hợp nhất tỉnh Cần Thơ (bao gồm cả huyện Thốt Nốt của tỉnh Long Xuyên), tỉnh Sóc Trăng thành một tỉnh mới, tên gọi tỉnh mới cùng với nơi đặt tỉnh lỵ sẽ do địa phương đề nghị lên.
Ngày 24 tháng 2 năm 1976, Chính phủ Cách mạng lâm thời Cộng hòa miền Nam Việt Nam ban hành Nghị định số 3/NQ/1976 về việc hợp nhất tỉnh Cần Thơ, tỉnh Sóc Trăng và thành phố Cần Thơ thành một tỉnh mới, lấy tên là tỉnh Hậu Giang.
Ngày 28 tháng 3 năm 1983, Hội đồng Bộ trưởng ban hành Quyết định số 21-HĐBT về việc:
- Sáp ấp Thới Hòa C của xã Thới Thạnh thuộc huyện Ô Môn vào xã Thới Long.
- Chia xã Thới Long thuộc huyện Ô Môn thành xã Thới Hưng và xã Thới Long.

Ngày 16 tháng 9 năm 1989, Hội đồng Bộ trưởng ban hành Quyết định số 128-HĐBT về việc sáp nhập xã Thới Hưng thuộc huyện Ô Môn vào xã Thới Long.
Ngày 26 tháng 12 năm 1991, Quốc hội ban hành Nghị quyết về việc chia tỉnh Hậu Giang thành tỉnh Cần Thơ và tỉnh Sóc Trăng.
Ngày 21 tháng 4 năm 1998, Chính phủ ban hành Nghị định số 21/1998/NĐ-CP về việc thành lập xã Đông Hiệp thuộc huyện Ô Môn trên cơ sở điều chỉnh 1.754 ha diện tích tự nhiên và 5.222 nhân khẩu của xã Thới Đông; 680 ha diện tích tự nhiên và 1.337 nhân khẩu của xã Thới Long; 914,9 ha diện tích tự nhiên và 3.054 nhân khẩu của xã Thới Lai.
Sau khi điều chỉnh địa giới hành chính, xã Thới Long có 9.362 ha diện tích tự nhiên và 41.031 nhân khẩu.
Ngày 26 tháng 11 năm 2003, Quốc hội ban hành Nghị quyết số 22/2003/QH11 về việc chia tỉnh Cần Thơ thành thành phố Cần Thơ trực thuộc trung ương và tỉnh Hậu Giang.
Ngày 2 tháng 1 năm 2004, Chính phủ ban hành Nghị định số 05/2004/NĐ-CP về việc:
- Thành lập quận Ô Môn thuộc thành phố Cần Thơ.
- Thành lập phường Thới Long thuộc quận Ô Môn trên cơ sở 3.585,49 ha diện tích tự nhiên và 35.376 nhân khẩu của xã Thới Long.
- Thành lập huyện Cờ Đỏ thuộc thành phố Cần Thơ.
- Thành lập xã Thới Hưng thuộc huyện Cờ Đỏ trên cơ sở 6.981 ha diện tích tự nhiên và 13.017 nhân khẩu của xã Thới Long thuộc huyện Ô Môn.
- Chuyển xã Thới Long thuộc huyện Ô Môn về huyện Cờ Đỏ mới thành lập quản lý.
- Thành lập huyện Thốt Nốt thuộc thành phố Cần Thơ.

Ngày 6 tháng 11 năm 2007, Chính phủ ban hành Nghị định số 162/2007/NĐ-CP về việc:
- Thành lập phường Long Hưng thuộc quận Ô Môn trên cơ sở điều chỉnh 1.713,91 ha diện tích tự nhiên và 14.029 người của phường Thới Long.
- Thành lập xã Tân Hưng thuộc huyện Thốt Nốt trên cơ sở điều chỉnh 1.466,25 ha diện tích tự nhiên và 9.216 nhân khẩu của xã Thuận Hưng.

Sau khi điều chỉnh địa giới hành chính, phường Thới Long còn lại 1.927,78 ha diện tích tự nhiên và 20.609 nhân khẩu.
Ngày 23 tháng 12 năm 2008, Chính phủ ban hành Nghị định số 12/NĐ-CP về việc:
- Thành lập quận Thốt Nốt thuộc thành phố Cần Thơ.
- Thành lập phường Tân Hưng thuộc quận Thốt Nốt trên cơ sở toàn bộ 1.466,25 ha diện tích tự nhiên và 9.216 nhân khẩu của xã Tân Hưng.

Ngày 12 tháng 6 năm 2025, Quốc hội ban hành Nghị quyết số 202/2025/QH15 về việc sắp xếp đơn vị hành chính cấp tỉnh (nghị quyết có hiệu lực từ ngày 12 tháng 6 năm 2025). Theo đó, sáp nhập tỉnh Hậu Giang và tỉnh Sóc Trăng vào thành phố Cần Thơ.
Ngày 16 tháng 6 năm 2025:
- Quốc hội ban hành Nghị quyết số 203/2025/QH15[15] về việc Sửa đổi, bổ sung một số điều của Hiến pháp nước Cộng hòa xã hội chủ nghĩa Việt Nam. Theo đó, kết thúc hoạt động của đơn vị hành chính cấp huyện trong cả nước từ ngày 1 tháng 7 năm 2025.
- Ủy ban Thường vụ Quốc hội ban hành Nghị quyết số 1668/NQ-UBTVQH15[16] về việc sắp xếp các đơn vị hành chính cấp xã của thành phố Cần Thơ năm 2025 (nghị quyết có hiệu lực từ ngày 16 tháng 6 năm 2025). Theo đó, thành lập phường Thới Long thuộc thành phố Cần Thơ trên cơ sở toàn bộ 18,12 km² diện tích tự nhiên, quy mô dân số là 16.487 người của phường Long Hưng; toàn bộ 20,66 km² diện tích tự nhiên, quy mô dân số là 24.506 người của phường Thới Long thuộc quận Ô Môn và toàn bộ 15,32 km² diện tích tự nhiên, quy mô dân số là 11.986 người của phường Tân Hưng thuộc quận Thốt Nốt.

Phường Thới Long có 54,10 km² diện tích tự nhiên và quy mô dân số là 52.979 người.